# Príncipe da Paz (título)
Príncipe da Paz ( em castelhano: Príncipe de la Paz  </link> ) foi um título vitalício na Nobreza da Espanha, criado em 1795 por Carlos IV a Manuel Godoy, seu favorito e Secretário de Estado. O título do principado faz referência à Paz de Basileia, que Godoy administrou com sucesso, pondo fim à Guerra dos Pirenéus em julho de 1795. 

## História
Apesar de ter sido originalmente criado por Carlos IV como hereditário, seu filho Fernando VII rapidamente revogou todos os títulos de Godoy assim que ele se tornou rei em 1808. A impopularidade do general entre a população, bem como os costumes espanhóis que não permitiam nenhum título de príncipe (dignidade reservada exclusivamente ao herdeiro do trono) foram algumas das razões que impulsionaram isso. Anos mais tarde, Isabel II reabilitou todos os seus títulos por Decreto Real de 31 de maio de 1847, com exceção de Príncipe da Paz, considerando-o estranho à tradição da nobreza espanhola. 
Como regra geral, a lei da nobreza espanhola estabelece que o título de "príncipe" é reservado ao Príncipe das Astúrias, herdeiro do trono da Espanha. Ao longo da história, houve apenas duas exceções, a saber, Príncipe da Paz e Príncipe de Vergara.

Outras exceções são encontradas nos títulos principescos concedidos pelos monarcas da Espanha na sua qualidade de soberanos de outros territórios europeus: Holanda, Milão, Nápoles, Sicília, etc. Alguns desses títulos foram reabilitados na Espanha com a denominação de ducados ou marquesados. 

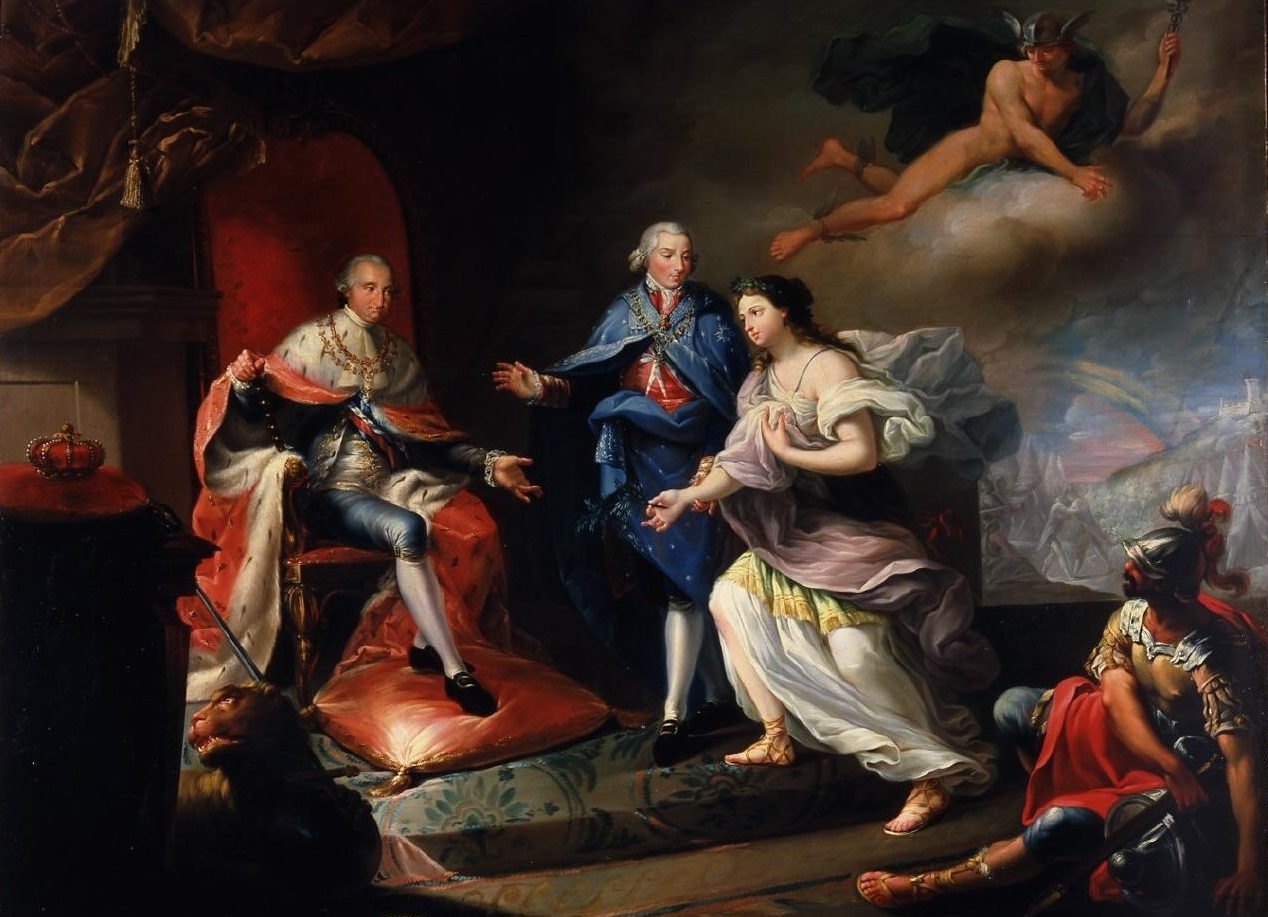
Carlos IV (à esquerda) recebe a paz em nome de Godoy (à direita), 1796.

## Príncipes da Paz (1795)
- Manuel Godoy y Álvarez de Faria, Príncipe da Paz (1767-1851, revogado em 1808)